# バクエンレネフ
古代ギリシアでボッコリス（古代ギリシャ語: Βόκχωρις, ラテン文字転写: Bókkhōris; ラテン語: Bocchoris または 古代ギリシャ語: Βόχχωρις, ラテン文字転写: Bókhkhōris; ラテン語: Bochchoris）として知られていたバクエンレネフ（Bakenranef）は短期間在位したエジプト第24王朝の王。デルタ西部・サイスを拠点に前725年から前720年まで下エジプトを支配した。プトレマイオス朝時代のエジプト人歴史家マネトは彼を第24王朝唯一の王とする一方、現在の学者は彼の父テフナクトを同王朝に含めている。セクストス・ユリオス・アフリカノスがマネトは「ボッコリス」が6年間統治したと述べているのを引用している一方、何人かの現代の歴史家はアピス埋葬石碑から彼の在位はより短い5年間に過ぎなかったと考えている。これよりバクエンレネフの治世は（エジプト式記録法で）彼の在位6年目のはじめ、すなわち満5年間で終了したと確定している。バクエンレネフの即位名ワフカレ（Wahkare）はエジプト語で「レーの魂は不変なり」を意味する。

## 文章記録
マネトーはバクエンレネフ治世中の2つの出来事に関する情報源となっている。ひとつめは仔羊が「古代エジプトはアッシリア人によって滅ぼされる」と予言したという話であり、アイリアノス（『動物の特性について』12.3）など他の古代作家たちも記している。ふたつめはバクエンレネフが第25王朝の王シャバタカによって捕らえられ、火刑に処されたというものである。クシュ国王シャバタカは第21王朝以来分断されていたエジプト全土に領土を拡大した。
マネトから3世紀後に活動したシケリアのディオドロスはいくつか異なる詳細を記述している。ディオドロスはバクエンレネフの「容姿が劣っていた」一方で、彼は前任者たちより賢かったと記している（1.65）。エジプト人は契約に関する法律（債務書に署名がない場合に債務を帳消しにする方法を定めていた）を彼の功績だとしており、同法はディオドロスの時代もなお有効であった（1.79）。同法および他の勅令の業績により、ディオドロスは古代エジプトの偉大な6立法者にボッコリスを含めている。彼がナイル川デルタをわずかに支配した弱小な王であったことを考えると、この選出は特筆すべきものである。「彼の選出は驚くべきものだ」ロビン・レーン・フォックスは述べている「おそらく、未知の何人かのギリシア人たちは彼と親しい関係を持っていただろう。彼の治世下から彼のエジプト名を刻んだスカラベのひとつがナポリ湾・イスキア島のギリシア人墓地から見つかっている。」イスキア島は前8世紀最初期にイタリアで建設されたギリシア人植民地だった。
ローマ人歴史家タキトゥスは多くのギリシア人およびローマ人著者がユダヤ人国家の成立に彼が関与していたと考えていることに言及している。
一番多い著者の一致した見解によると、エジプト全土に体を膿汁で汚す疫病が流行ったとき、ボッコリス王はハンモンの神託に伺いを立て救済を乞うたところ、「王国を祓い清めよ。この種の人間は神々に疎まれているがゆえに他の土地へ連れて行け」と命じられたという。こうして大勢が国中より探し出され集められ荒野に捨てられた。その後、皆が涙に暮れ呆然としていると、追放された仲間のひとりモイセスがこう忠告した。「神々や人間の誰からも援助を期待するな。われわれは両方から見捨てられたのだから。汝ら自身を信じ、天から遣わされた使者を頼るがいい。その人の援助でまず現在の悲惨を追い払うことになろう。」彼らはこれに同意しても皆見当がつかず、行き当たりばったりに道を進み始める。しかし、水の不足ほど彼らを苦しめたものはなかった。見渡す限りの原野の中でうつ伏せに倒れ、今やほとんど死の一歩手前に来ていた。そのとき野生の驢馬の群れが、牧草地から林の蔭に蔽われた崖の方へ姿を隠した。その後をモイセスは追いかけ、草の多い土地から推し量り水の豊かな水脈を見つけた。こうして命は救われる。その後続けて六日間旅をし、七日目に耕作者を追放し、土地を手に入れ、そこに町を建て神殿を捧げた。—タキトゥス、『同時代史』5.3
シャバタカはバクエンレネフを廃し、火炙りによって処刑した。これによってヌビアの第25王朝の潜在的ライバルであった短命の第24王朝は決定的な終焉を迎えた。マネトおよび伝統的な言い伝えではシャバタカの侵略によってエジプトはヌビアの支配下に入り、王は敵対者ボッコリス（バクエンレネフ）を焼き殺したとされるが、シャバタカが実際にバクエンレネフを殺害した直接の証拠はなく、また以前とは異なり、近年この説は懐疑的にみられている。

### 法制改革
バクエンレネフ王は土地改革を行ったとされるが、短い治世や支配領土の狭さ、さらにはそれを裏付ける史的証拠が間接的なことから、疑問視されている。アブデラのヘカタイオスの現存しない著作を元に、ディオドロスはバクエンレネフが債務奴隷制を廃止したと述べている。ギリシア社会での債務奴隷制をめぐる論争のためにヘカタイオスが話を創作した可能性がある。

## 当時の記録
これら著者たちの示唆する重要性にもかかわらず、バクエンレネフに関する同時代の記録はほとんど現存していない。最も重要な碑文は治世5・6年目に起きた聖牛アピスの死・埋葬に関するものである。それ以外はオギュスト・マリエットがサッカラのセラぺウムを発掘中に見つけたいくつかの石碑である。イタリア・タルクイーニアの墓では彼の名が記された壺が見つかっている。